# Olasz építészek listája
Ez a lista az itáliai illetve olasz építészeket tartalmazza névsor szerinti rendben:

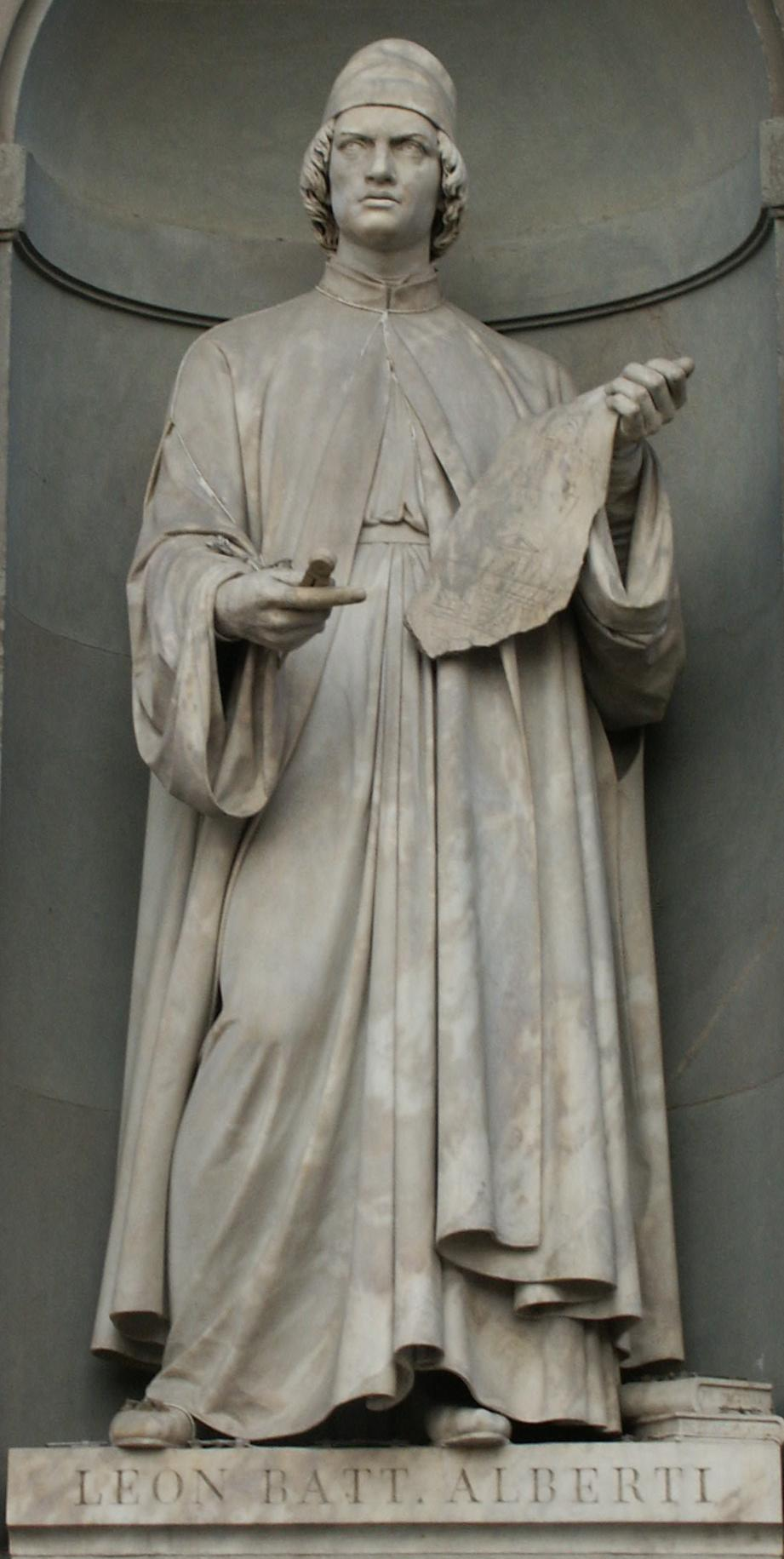
Leonbattista Alberti szobra Firenzében (Uffizi)

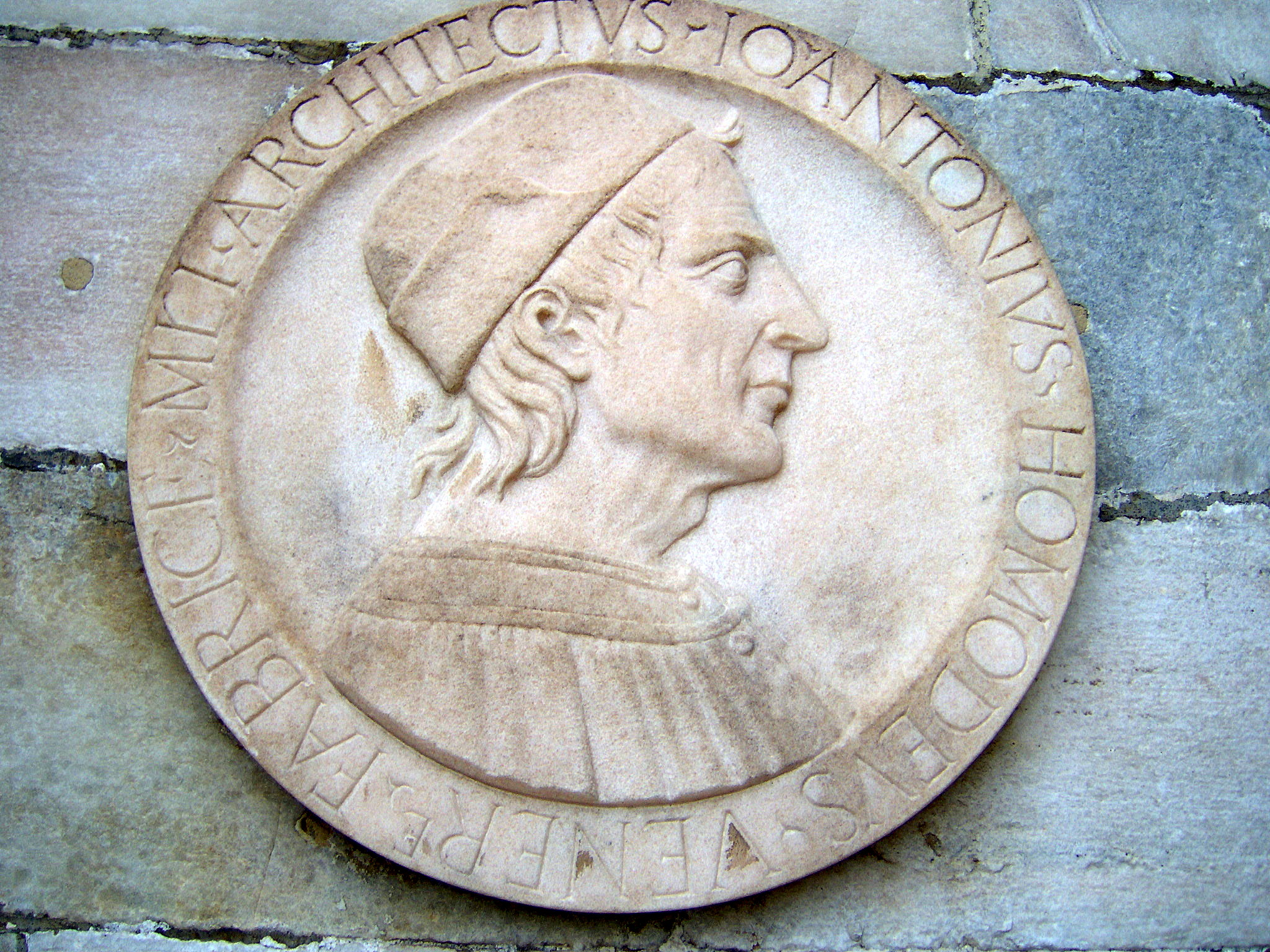
Amadeo a Milánói dómon

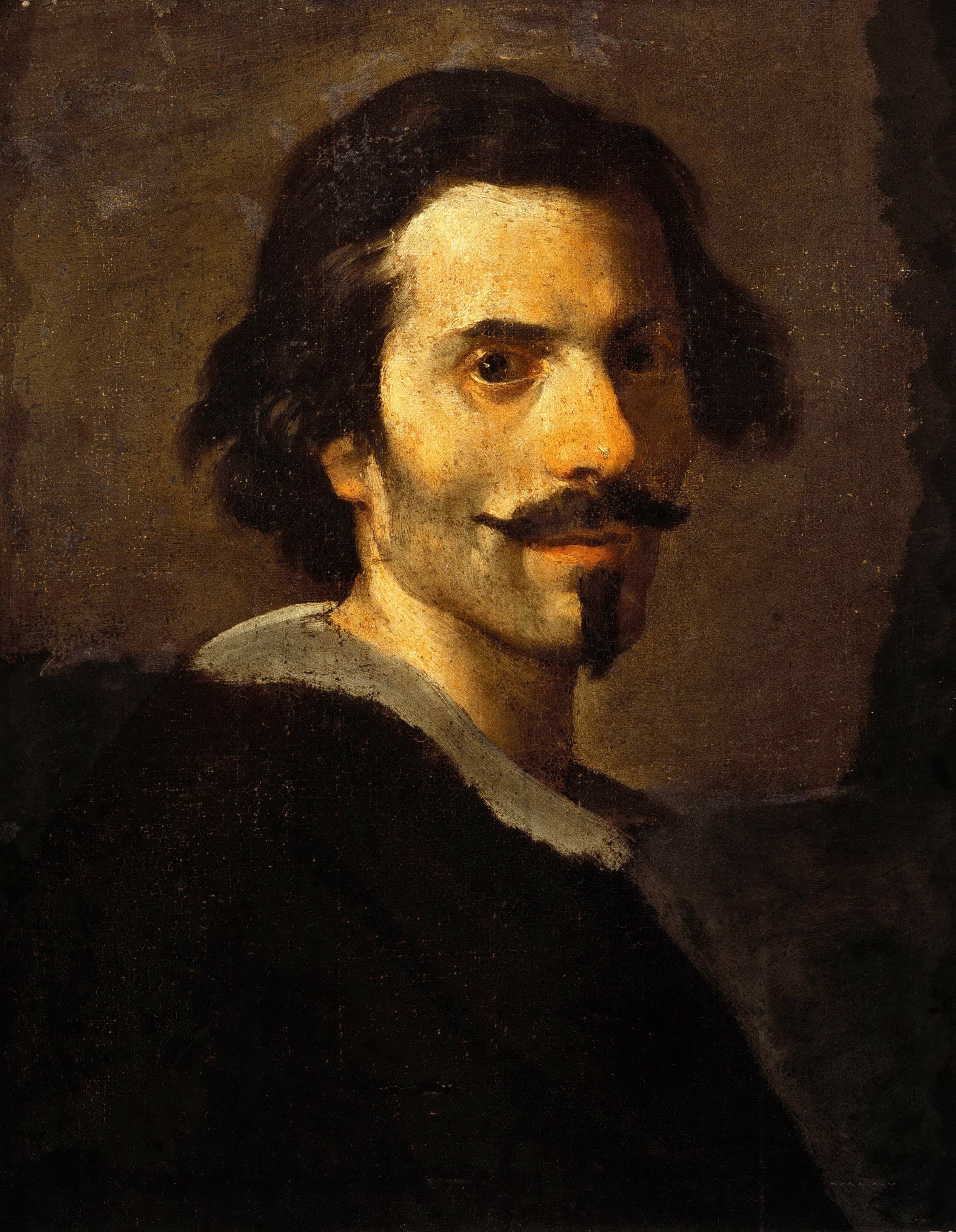
Giovanni Lorenzo Bernini, önarckép

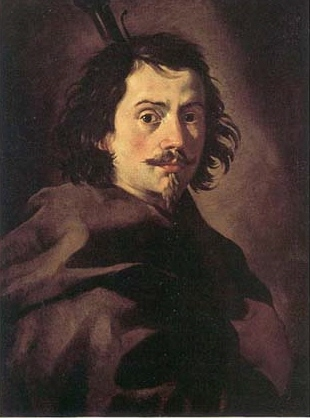
Francesco Borromini

| Ábécé szerinti tartalomjegyzék                                                                           |
| --- |
| A, Á B C Cs D Dz Dzs E, É F G Gy H I, Í J K L Ly M N Ny O, Ó Ö, Ő P Q R S Sz T Ty U, Ú Ü, Ű V W X Y Z Zs |

## A
- Antonio Abbondi (Milánó, 1505 előtt – Velence, 1549.)
- Baccio d’Agnolo (Firenze, 1462 – Firenze, 1543)
- Leon Battista Alberti (más névváltozatok: Leonbattista Alberti, Leone Battista Alberti; Genova?, 1404. február 14. – Róma, 1472. április 25.)
- Franco Albini (Robbiate, 1905 – Milánó, 1977)
- Giovan Battista Aleotti (Argenta, 1546 – Ferrara, 1636)
- Galeazzo Alessi (Perugia, 1512 – Perugia, 1572)
- Benedetto Alfieri (Róma, 1700 – Torino, 1767)
- Enrico Alvino (Milánó, 1809 – Róma, 1872)
- Giovanni Antonio Amadeo (Pavia, 1447 – Milánó, 1522)
- Carlo Amati (Monza, 1776 – Milánó, 1852)
- Giacomo Amato (Palermo, 1643 – 1732)
- Paolo Amato (Ciminna, 1634 – Palermo, 1714)
- Amedeo di Castellamonte (Torino, 1610 – 1683)
- Giovanni Biagio Amico (Trapani, 1684 – 1754)
- Alessandro Antonelli (Ghemme, 1798 – Torino, 1888)
- Gae Aulenti (Palazzolo dello Stella, 1927)
- Camillo Autore (Palermo, 1882 – Merano, 1936)
- Adolfo Avena (Nápoly, 1860 – Nápoly, 1937)

## B
- Gaetano Baccani (Firenze, 1792 – Firenze, 1867)
- Ubaldo Badas (Cagliari, 1904 – Cagliari, 1985)
- Gian Luigi Banfi (Milánó, 1910 – Gusen, 1945)
- Carlo Barabino (Genova, 1768 – Genova, 1835)
- Charles Bassi (olasz-svéd-finn Torino 1772- Turku 1840) (wd)
- Cesare Bazzani (Róma, 1873 – Róma, 1939)
- Carlo Bedolini (Caravaggio, 1877 – Treviglio, 1940)
- Serafino Belli (Siena, 1772 – 1831)
- Luigi Bellincioni (Pontedera, 1842 – Firenze, 1929)
- Bartolomeo Berecci (Pontassieve, 1480 - Krakkó, 1537) olasz származású, Lengyelországban is alkotó
- Giovanni Lorenzo Bernini (Gian Lorenzo Bernini), (Nápoly 1598. december 7. –  Róma, 1680. november 28.)
- Nicola Bettoli (Parma, 1780 – Parma, 1854)
- Nanni di Baccio Bigio ()
- Antonio da Lonate (Lonate Pozzolo, 1456 – Milánó, 1541)
- Camillo Boito (Róma, 1836 – Milánó, 1914)
- Lodovico Bolognini (Bologna, 1739 – Parma, 1816)
- Francesco Borromini (Bissone, 1599 – Róma, 1667)
- Piero Bottoni (Milánó, 1903 – 1973)
- Filippo Brunelleschi (Firenze, 1377 – 1446)
- Augusto Romano Burelli (1938)
- Andrea Busiri Vici (Róma, 1818 – Róma, 1911)

## C
- Luigi Caccia Dominioni (Milánó, 1913–2016)
- Giuseppe Cacialli (Firenze, 1770 – 1828)
- Luigi de Cambray Digny (1778 – 1843)
- Antonio Canevari (Róma, 1681 – Nápoly, 1764)
- Giovan Battista Caniana (Romano di Lombardia, 1671 – Alzano Lombardo, 1754)
- Gaetano Cantoni (Genova, 1745 – 1827)
- Simone Cantoni (Muggiò, 1739 – Gorgonzola, 1818)
- Matteo Carnilivari (Noto)
- Giuseppe Castellucci (Arezzo, 1863 – 1939)
- Achille Castiglioni (Milánó, 1918 – Milánó, 2002)
- Giorgio Cavaglieri (Velence, 1911 – New York, 2007)
- Pier Paolo Celega (?-Velence, 1417)
- Francesco Ciaraffoni (Fano, 1720 – Ancona, 1802)
- Gaetano Cima (Cagliari, 1805 – Cagliari, 1878)
- Fernando Clemente (Sassari, 1917 – Cagliari, 1998)
- Mauro Codussi (Lenna, 1440 – Velence, 1504)
- Giovan Battista Comencini ()
- Gino Coppedè (Firenze, 1866 – Róma, 1927)
- Francesco Croce (Milánó, 1696 – Milánó, 1773)

## D
- Adamo d'Arogno ()
- Silvio D'Ascia (Nápoly, n. 1969)
- Giovanni d'Enrico (Alagna Valsesia, 1559 – Borgosesia, 1644)
- Marco da Brescia (Bologna)
- Antonio da Sangallo il Vecchio (Firenze, 1455 – Firenze, 1534)
- Bastiano da Sangallo (1481 – 1551)
- Francesco e Giuseppe Dattaro (1495 – 1576)
- Giancarlo De Carlo (Genova, 1919 – Milánó, 2005)
- Emilio De Fabris (Firenze, 1807 – 1883)
- Giulio De Luca (Nápoly, 1912 – Nápoly, 2004)
- Francesco De Sanctis (építész) (Róma, 1679 – 1731)
- Giacomo Del Duca (Cefalù, 1520 – Messina, 1604)
- Antonio Del Grande ()
- Simone del Pollaiolo (Firenze, 1457 – Firenze, 1508)
- Giacomo Della Mea (Chiusaforte, 1907 – Udine, 1968)
- Carlo di Castellamonte (Torino, 1560 – Torino, 1641)
- Antonio Di Vincenzo ()
- Giovanni Antonio Dosio (San Gimignano, 1533 – Róma, 1609)
- Maurizio Dufour (Torino, 1826 – Genova, Cornigliano, 1897)

## F
- Mariano Falcini (Campi Bisenzio, 1804 – Firenze, 1885)
- Bernardo Fallani
- Luca Fancelli (Settignano, 1430 – 1494)
- Antonio Federighi (Siena, 1411 – Siena, 1490)
- Pietro Ferrabosco (Laino, 1512 – Lugano, 1599)
- Antonio Maria Ferri (1651 – 1716)
- Francesco Fiorentino (? – Krakkó, 1516.)
- Domenico Fontana ((Melide, 1543 – Nápoly, 1607)
- Giordano Forti (Milánó, 1910 – Milánó, 2015)
- Gerolamo Frigimelica (Padova, 1653 – Modena, 1732)
- Ferdinando Fuga (Firenze, 1699 – Róma, 1782)
- Massimiliano Fuksas (Róma, 1944)

## G
- Roberto Gabetti (Torino, 1925 – Torino, 2000)
- Alessandro Galilei (Firenze, 1691 – Róma, 1737)
- Gualtiero Galmanini (Monza, 1909 – Lido di Venezia, 1776)
- Francesco Gallo (Mondovì, 1672 – Mondovì, 1750)
- Ignazio Gardella (id.) (Genova, 1803 – Genova, 1867)
- Ignazio Gardella (Milánó, 1905 – Oleggio, 1999)
- Michelangelo Garove (Chieri, 1648 – Torino, 1713)
- Bartolomeo Genga (Cesena, 1518 – Málta, 1558)
- Gaetano Gherardi (Firenze, 1799 – 1891)
- Mario Gioffredo (Nápoly, 1718 – 1785)
- Gustavo Giovannoni (Róma, 1873 – Róma, 1947)
- Italo Gismondi (Róma, 1887 – Róma, 1974)
- Vittorio Gregotti (Novara, 1927 – 2020)
- Francesco Grimaldi (Oppido Lucano, 1545 – Nápoly, 1630)
- Guarino Guarini (Modena, 1624 – Milánó, 1683)
- Simone Gullì (Messina, 1585 – Messina, 1657)

## I
- Angelo Italia (Licata, 1628 – Palermo, 1701)
- Sebastiano Ittar (Catania, 1778 – Catania, 1847)
- Franciscus Italicus → Francesco Fiorentino

## J
- Giuseppe Jappelli (Velence, 1783 – Velence, 1852)
- Filippo Juvara (Messina, 1678 – Madrid, 1736)

## K
- Gaetano Koch (Róma, 1849 – 1910)

## L
- Luciano Laurana (Laurana, 1420 – Pesaro, 1479)
- Dionisio Lazzari (Nápoly, 1617 – 1689)
- Adalberto Libera (Villa Lagarina, 1903 – Róma, 1963)
- Pirro Ligorio (Nápoly, 1513 – Ferrara, 1583)
- Baldassare Longhena (Velence, 1598 – Velence, 1682)
- Martino Longhi il Giovane (Róma, 1602 – Viggiù, 1660)
- Martino Longhi il vecchio (Viggiù, 1534 – Róma, 1591)
- Onorio Longhi (Viggiù, 1568 – Róma, 1619)

## M
- Guido Maffezzoli (Milánó, 1921 – )
- Gino Maggioni (San Giorgio su Legnano, 1898 – 1955)
- Gian Carlo Malchiodi (Piacenza, 1917 – Milánó, 2015)
- Giuseppe Manetti (Firenze, 1761 – 1817)
- Fabio Mangone (Caravaggio, 1587 – Milánó, 1629)
- Angelo Mangiarotti (Milánó, 1946 – Milánó, 2012)
- Luca Mangoni (Milánó, 1961)
- Carlo Marchionni (Ancona, 1702 – Róma, 1786)
- Bruno Morassutti  (Padova, 1920 – Milánó, 2008)
- Attilio Mariani (Milánó, 1921)
- Giancarlo Maroni (Arco (TN), 1893 – Riva del Garda, 1952)
- Giuseppe Venanzio Marvuglia (Palermo, 1729 – 1814)
- Ottaviano Mascherino (Bologna, 1536 – Róma, 1606)
- Ernesto Melano (1792 – 1867)
- Giovanni Michelazzi (1879 – 1920)
- Vincenzo Micheli (Modena, 1833 – 1905)
- Giovanni Michelucci (Pistoia, 1891 – Firenze, 1990)
- Nicola Michetti (Róma – † 1758)
- Eugenio Michitelli (Teramo, 1771 – Nápoly, 1826)
- Francesco Milizia (építész) (Oria, 1725 – Róma, 1798)
- Giacomo Minutoli (Messina, 1765 – Messina, 1827)
- Carlo Mollino (Torino, 1905 – Torino, 1973)
- Giacomo Moraglia (Milánó, 1791 – Milánó, 1860)
- Leone Morandini (Cividale, 1889 – Cividale, 1971)
- Vittorio Morasso (Milánó, 1922 – )
- Cosimo Morelli (Imola, 1732 – 1812)
- Luigi Moretti (építész) (Róma, 1907 – Capraia Isola, 1973)
- Camillo Morigia (Ravenna, 1743 – Ravenna, 1795)
- Antonio Simon Mossa (Padova, 1916 – Sassari, 1971)
- Vico Mossa (Serramanna, 1914 – Sassari, 2003)
- Guglielmo Mozzoni (Milánó, 1915)

## N
- Roberto Narducci (Róma, 1887 – Róma, 1979)
- Pier Luigi Nervi (Sondrio, 1891 – Róma, 1979)
- Antonio Niccolini (San Miniato, 1772 – Nápoly, 1850)
- Matteo Nigetti (Firenze – † 1648)

## O
- Gilberto Oneto (Biella, 1946)

## P
- Francesco Paciotto (Urbino, 1521 – 1591)
- Giuseppe Pagano (Parenzo, 1896 – Melk, 1945)
- Andrea Palladio (Padova, 1508 – Maser, 1580)
- Gaspare Paoletti (Firenze, 1727 – 1813)
- Alfonso Parigi il giovane (1606 – 1656)
- Alfonso Parigi il vecchio († 1590)
- Giulio Parigi (1571 – 1635)
- Francesco Pecorari (Cremona)
- Carlo Perogalli (Milano, 1921 – Milano, 2005)
- Giovanni Sallustio Peruzzi (Siena – Ausztria, † 1573)
- Renzo Piano (Genova, 1937)
- Bartolomeo Picchiatti (Ferrara, 1571 – Nápoly, 1643)
- Francesco Antonio Picchiatti (Nápoly, 1619 – Nápoly, 1694)
- Giuseppe Piermarini (Foligno, 1734 – Foligno, 1808)
- Giovanni Battista Piranesi (Mogliano Veneto, 1720 – Róma, 1778)
- Ernesto Pirovano (Milánó, 1866 – Milánó, 1934)
- Pasquale Poccianti (Bibbiena, 1774 – Firenze, 1858)
- Giuseppe Poggi (1811 – 1901)
- Gino Pollini (Rovereto, 1903 – Milánó, 1991)
- Baccio Pontelli (Firenze, 1450 – Urbino, 1492)
- Gio Ponti (Milánó, 1891 – Milánó, 1979)
- Paolo Posi (Siena, 1708 – Róma, 1776)
- Andrea Pozzo (1642, Trident, (ma Trento) – 1709, Bécs. október 12.)
- Francesco Maria Preti (Castelfranco Veneto, 1701 – 1774)
- Bartolomeo Provaglia (Bologna, † 1672)

## Q
- Giacomo Quarenghi (Rota d’Imagna, 1744 – Szentpétervár, 1817)

## R
- Filippo Raguzzini (Benevento, 1675 – Róma, 1771)
- Carlo Rainaldi (Róma, 1611 – Róma, 1691)
- Francesco Bartolomeo Rastrelli (Párizs, 1700 – Szentpétervár, 1771)
- Carlo Reishammer (Firenze, 1806 – Firenze, 1883)
- Francesco Maria Richini (Milánó, 1584 – Milánó, 1654)
- Antonio Rizzo (építész) (Verona – Cesena)
- Ernesto Nathan Rogers (Trieszt, 1909 – Gardone Riviera, 1969)
- Bernardo Rossellino (Settignano, 1409 – Firenze, 1464)
- Aldo Rossi (Milánó, 1931 – 1997)
- Carlo Rossi (Nápoly, 1775 – Szentpétervár, 1849)
- Ferdinando Ruggieri (1691 – 1741)

## S
- Ludovico Rusconi Sassi (Róma, 1678 – Róma, 1736)
- Nicola Salvi (Róma, 1697 – Róma, 1751)
- Giuseppe Samonà (Palermo, 1898 – Róma, 1983)
- Ferdinando Sanfelice (Nápoly, 1675 – 1748)
- Giuliano da Sangallo (Firenze, 1445 – Firenze, 1516)
- Jacopo Sansovino (Firenze, 1486 – Velence, 1570)
- Antonio Giuseppe Sartori (Castione di Brentonico, 1714 – Bécs, 1791)
- Alberto Sartoris (Torino, 1901 – Pompaples, 1998)
- Leone Savoja (Messina, 1814 – 1885)
- Massimo Scolari (Novi Ligure, 1943)
- Roberto Segoni (Firenze, 1942 – Firenze, 2002)
- Vincenzo Seregni (Seregno – Milánó, † 1594)
- Achille Sfondrini (Milánó, 1836 – Milánó, 1900)
- Gherardo Silvani (Firenze, 1579 – 1675)
- Giovanni Solari (Carona, kb. 1400– Milánó, 1480)
- Francesco Solari (Carona,  kb.1415– Milánó, 1469)
- Guiniforte Solari (Carona, kb. 1429– Milánó, kb. 1481)
- Pietro Antonio Solari (Carona, kb. 1445 – Moszkva, 1493)
- Ettore Sottsass (Innsbruck, 1917)
- Alessandro Specchi (Róma, 1668 – Róma, 1729)
- Karl Spitaler (Silandro, 1951 – Silandro, 2006)
- Raffaele Stern (Róma, 1774 – Róma, 1820)

## T
- Gabriele Tagliaventi (Bologna, 1960)
- Lapo Tedesco ()
- Giuseppe Terragni (Meda, 1904. – Como, 1943.)
- Carlo Theti (Nola, 1529 – Padova, 1589)

## V
- Giovanni Battista Vaccarini (Palermo, 1702 – Palermo, 1768)
- Giuseppe Vaccaro (Bologna, 1896 – Róma, 1970)
- Luigi Vagnetti (Róma, 1915 – Róma, 1980)
- Giuseppe Valadier (Róma, 1762 – Róma, 1839)
- Gabriele Valvassori (Róma, 1683 – 1761)
- Luigi Vanvitelli (1700. május 12., Nápoly – 1773. március 1., Caserta)
- Andrea Vici (Arcevia, 1743 – Róma, 1817)
- Bernardo Antonio Vittone (Torino, 1705 – Torino, 1770)

## Y
- Lamont Young (Nápoly, 1851. március 12. – 1929)

## Z
- Antonio Zanca (Palermo, 1861 – Palermo, 1958)
- Marco Zanuso (Milánó, 1916 – 2001)
- Paolo Zermani (1958)
- Bruno Zevi (Róma, 1918 – Róma, 2000)
- Giuseppe Zimbalo (Lecce, 1617 – 1710)